# Joel
Joel (hebr. יואל), łac. Joël – prorok, który spisał biblijną Księgę Joela.
Jeden z tzw. proroków mniejszych, syn Petuela. W swej księdze Joel opisuje plagę szarańczy i straszną suszę. Jego przesłanie było ostrzeżeniem dla Izraelitów. Wzywał do nawrócenia i mówił o nowej erze wylania Ducha Bożego na wszelkie ciało. Wtedy to Bóg pobłogosławi tych, którzy Mu zaufali.
W Martyrologium Rzymskim znalazł się za sprawą Ado z Vienne i wymieniany jest razem z Ezdraszem, a jego wspomnienie obchodzone jest 13 lipca.